# Мошеник (Моравче)
Мошеник (словен. Mošenik) је насељено место у општини Моравче, Средњесловенска регија, Словенија.

## Историја
До територијалне реорганизације у Словенији био је у саставу старе општине Домжале.

## Становништво
У попису становништва из 2011. године, Мошеник је имао 77 становника.
| Број становника према пописима | Број становника према пописима | Број становника према пописима |
| ------------------------------ | ------------------------------ | ------------------------------ |
| 1991                           | 2002                           | 2011                           |
| 64                             | 63                             | 77                             |

Напомена: Године 1953. повећана за насеља Броде и Худеј која су укинута.